# Jiřina Lukešová
Jiřina Lukešová (ur. 12 września 1919 w Košťálovie, zm. 28 lipca 2010 w Pradze) – czeska montażystka filmowa.

## Życiorys
Urodziła się 12 września 1919 w Košťálovie. Pierwszych prac przy filmie podjęła się w 1941 roku u montażystki Anny Vlasovej, a od 1944 sama montowała krótkie dokumenty edukacyjne. Od lat 50. pracowała przy produkcjach fabularnych takich reżyserów, jak Alfréd Radok, Evald Schorm, Jaroslav Papoušek, czy Jiří Menzel. Z tym ostatnim współpracowała m.in. przy obrazie Pociągi pod specjalnym nadzorem, który w 1968 roku otrzymał Oscara w kategorii najlepszego filmu nieanglojęzycznego. Była także montażystką produkcji telewizyjnych. Zmarła 28 lipca 2010 roku w Pradze.

## Wybrana filmografia
- 1948: Ulica Graniczna, reż. Aleksander Ford[3]
- 1949: Daleká cesta, reż. Alfréd Radok[1]
- 1952: Divotvorný klobouk, reż. Alfréd Radok[1]
- 1953: Anna proletariuszka, reż. Karel Steklý[4]
- 1958: Zadzwońcie do mojej żony, reż. Jaroslav Mach[1]
- 1965: Intymne oświetlenie, reż. Ivan Passer[1]
- 1965: Zbrodnia w żeńskiej szkole, reż. Jiří Menzel, Ivo Novák[1]
- 1965: Śmierć pana Baltazara, reż. Jiří Menzel[1] (segment filmu nowelowego Perły na dnie[5])
- 1966: Pociągi pod specjalnym nadzorem, reż. Jiří Menzel[1]
- 1966: Powrót syna marnotrawnego, reż. Evald Schorm[1]
- 1968: Kapryśne lato, reż. Jiří Menzel[1]
- 1968: Najpiękniejszy wiek, reż. Jaroslav Papoušek[1]
- 1969: Straszne skutki awarii telewizora, reż. Jaroslav Papoušek[1]
- 1969: Skowronki na uwięzi, reż. Jiří Menzel[1]
- 1970: Hogo-fogo Homolka, reż. Jaroslav Papoušek[1]
- 1972: Homolkowie na urlopie, reż. Jaroslav Papoušek[1]
- 1978: Na skraju lasu, reż. Jiří Menzel[1]